# Raionul Vertiujeni
Raionul Vertiujeni (în rusă Вертюжанский район) a fost o unitate teritorial-administrativă din RSS Moldovenească, care a existat de la 11 noiembrie 1940 până la 9 ianuarie 1956.

## Istorie
La fel ca majoritatea raioanelor RSS Moldovenești, raionul Vertiujeni a fost înființat pe 11 noiembrie 1940, iar centru raional a fost desemnat satul Vertiujeni.
Până la 16 octombrie 1949 raionul a fost în componența ținutului Soroca, iar după abolirea divizării pe ținuturi a intrat în subordonare republicană. 
Din 31 ianuarie 1952 până în 15 iunie 1953, raionul a intrat în componența districtului Bălți, după abolirea districtelor din RSSM a redevenit din nou în subordonare republicană.
La 9 ianuarie 1956 raionul Vertiujeni, împreună cu un număr de alte raioane a fost eliminat, ulterior teritoriul său a fost împărțit între raioanele: Florești (în mare parte) și Soroca.

## Divizare administrativă
Ca stare la 1 ianuarie 1955, raionul Vertiujeni includea 13 consilii sătești: Cernița, Ciripcău, Coșernița, Japca, Năpadova, Nimereuca, Sănătăuca, Soloneț, Stoicani, Vărăncău, Văscăuți, Vertiujeni și Zăluceni.